# Locknäs
Locknäs är ett naturreservat i Arboga kommun i Västmanlands län.
Området är naturskyddat sedan 2015 och är 45 hektar stort. Reservatet omfattar ett näs med detta namn vid norra stranden av Hjälmaren och består av gammal lövskog med ek, lönn, ask och alm och gamla hasselbuskar. Vi stranden finns björk, al och asp.